# Werner Stocker (acteur)
Pour les articles homonymes, voir Werner Stocker et Stocker.
Werner Stocker (7 avril 1955 à Flintsbach am Inn ; † 27 mai 1993 à Munich) est un acteur allemand.

## Biographie
Pendant son cursus à l'école Otto-Falckenberg (de), Werner Stocker joue déjà dans le téléfilm français Les Rebelles, du réalisateur Michael Verhoeven.
Il participe plusieurs fois à des productions américaines. En Allemagne, il était surtout connu pour son rôle dans Journal d'une paysanne de Joseph Vilsmaier en 1989. Il meurt à l'âge de 38 ans d'une tumeur au cerveau alors qu'il est au début d'une carrière internationale prometteuse.
Stocker est l'oncle de l'acteur Michael Fischer (de) né en 1976.
Il est enterré dans le cimetière de Flintsbach.

## Récompenses
- 1983 : Deutscher Darstellerpreis (de) Chaplin-Schuh comme meilleur jeune acteur
- 1989 : Prix de la télévision bavaroise (de) pour Journal d'une paysanne (Herbstmilch de Joseph Vilsmaier) avec Dana Vávrová
- 1989 : Deutscher Filmpreis d'or avec Dana Vávrová

## Filmographie (partielle)
- 1980 : Soko brigade des stups : les frères de Rosie (Rosis Brüder) (épisodes 1 et 2)

- 1982 : La Rose blanche (Die weiße Rose) de Michael Verhoeven : Christoph Probst
- 1984 : Le Renard : Septième rangée, tombe 11 (Reihe 7 Grab 11) : Ludwig Huber
- 1984 : Derrick : Un plan diabolique (Die Verführung): Willi Stein
- 1984 : Flug in die Hölle de Gordon Flemyng
- 1984 : Ein Mann wie Eva de Radu Gabrea : Walter/Armand
- 1984 : Auf immer und ewig de Christel Buschmann : Tom
- 1984: Le dernier civil  de Laurent Heynemann : Hungrich
- 1984 : Rambo Zambo de Reinhard Donga : Xaver
- 1984-1988 : Die Wiesingers de Bernd Fischerauer : Ferdinand Weisinger
- 1985 : Schafkopfrennen de Bernd Fischerauer (4 épisodes) : Kalle Grossmann
- 1985 : Novembermond d''Alexandra von Grote
- 1988 : Un cas pour deux : La dernière chance (De einzige Chance) : Thomas Stelzer
- 1989 : Soko brigade des stups : Le grand frère (Der Grosse Brüder) : Richard
- 1989 : Journal d'un  paysanne (Herbstmilch) de Joseph Vilsmaier : Albert Wimschneider
- 1991 : Rama dama de Joseph Vilsmaier : Hans Stadler
- 1992 : Schatten der Liebe de Christof Vorster : Tom
- 1992 : Rosenemil de Radu Gabrea : Emil Lehmann
- 1992 : Terror Stalks the Class Reunion de Clive Donner : Franz
- 1992 : Loin de Berlin de Keith Mc Nally : Dieter Hausmann
- 1992-1993 : Highlander de Gregory Widen : Darius (dans l'édition francophone canadienne)

## Source de la traduction
- (de) Cet article est partiellement ou en totalité issu de l’article de Wikipédia en allemand intitulé « Werner Stocker (Schauspieler) » (voir la liste des auteurs).